# Mes van Dromen
Mes van Dromen (door fans afgekort als KoD - naar het Engelse Knife of Dreams) is het elfde boek in de populaire fantasy-cyclus Het Rad des Tijds geschreven door de inmiddels overleden Amerikaanse auteur Robert Jordan. Het boek werd op 11 oktober 2005 uitgebracht.

## Korte samenvatting van het boek
In het elfde boek wordt een eind gemaakt aan een aantal subverhalen, die nog niet klaar waren in de vorige boeken. Elayne wordt koningin in Andor en slaagt erin de zusters van de Zwarte Ajah uit Caemlin te verjagen. De gevangengenomen en tot Novice gedegradeerde Egwene Alveren probeert van binnenuit het gezag van Elaida te ondermijnen. Rhand Altor ontsnapt van een val die door de Verzakers is opgezet. Hij slaagt erin Semirhage gevangen te nemen maar verliest zijn linkerhand. Mart trouwt met Tuon als hij met de groep het einde van het Seanchaanse territorium bereikt. Tuon keert terug naar Ebo Dar en komt erachter dat iedereen van haar familie gedood is. Zij is nu de nieuwe Keizerin van Seanchan. Perijn Aybara verslaat de Shaido Aiel met zijn leger en redt zijn vrouw Faile Bashere. Allerlei tekenen wijzen erop dat Tarmon Gai'don op handen is.

## Verhaallijnen

### Mart
De herinneringen die Mart heeft worden gedeeltelijk verklaard. Thom Merrilin laat hem de inhoud van de brief zien die hij van Moiraine had gekregen. In de brief vertelt ze dat ze eigenlijk niet dood is, maar levend en gevangen is genomen door de Eelfinn. Ze verzoekt Thom, Mart en een persoon die zij nog niet kent, haar te komen redden. In eerste instantie raakt Mart in paniek, maar dan maakt hij de herinneringen die hij van de Eelfinn heeft gekregen, aan Thom,  Noal Charin en Olver openbaar. Hij stemt ermee in om Moiraine Damodred te redden via de Toren van Ghenjei. 
Zijn groep verlaat het circus van Luca, en in Altara voegt Talmanes zich met de helft van de Bond van de Rode Hand bij hem. Mart valt met moderne kruisboogtechnieken de Seanchanen aan en boekt een overwinning op het Seanchaanse leger. Semirhage vertelt aan Suroth dat de koninklijke familie van Seanchan is uitgemoord en laat het leger achter Tuon aangaan. De persoon die haar doodt zal een beloning ontvangen.
Als generaal Furyk Karede het kamp van Mart binnenkomt met een aantal Ogier wachten, komt hij erachter dat het niet Thom Merrilin is die achter de overwinningen van het leger zit, maar Mart. Ook ziet hij hoe het huwelijk tussen Mart en Tuon wordt voltrokken. Hij keert met Tuon terug naar Ebo Dar. Een Seanchaans leger van tienduizend man sterk valt Marts leger aan, om de beloning te innen. Door de oorlogskennis en technieken van Mart en de ontdekking van de granaat door Aludra worden alle tienduizend soldaten gedood. Mart is nu de Prins der Raven geworden, en heeft zo een voorspelling van Egwene Alveren vervuld.   
Aangekomen in Ebo Dar wordt Suroth tot da'covale gemaakt. Als haar haar weer genoeg is aangegroeid zal ze als slaaf verkocht worden. Tuon neemt de sluier af, waarmee ze officieel aangeeft dat ze de Dochter van de Negen Manen is. Hiermee wordt ze de Keizerin van Seanchan.

### Rhand
Rhand Altor wordt door een leger van duizenden Trolloks aangevallen. Hij kan Lews Therin Telamon niet langer beheersen; Lews Therin neemt Saidin over. Logain Ablar leert verscheidene aanvallen van Lews Therin, zoals Doodspoorten, Bloesem van Vuur en Pijlen van Vuur. Deze wevingen zijn allemaal zeer dodelijk, en uiteindelijk winnen ze de veldslag. Lews Therin zorgt er bijna voor dat Rhand niet meer kan geleiden, door te veel van Saidin vast te houden. Rhand weet Lews Therin te bedwingen door hem te beloven dat ze beiden zullen sterven bij Tarmon Gai'don, in ruil voor hulp van Lews Therin.
In een poging om vrede te krijgen met de Seanchanen verliest Rhand zijn linkerhand door een vuurbol van Semirhage. Ze was vermomd als Tuon. Ook komt dit doordat Lews Therin opnieuw macht probeerde te krijgen over Saidin. Semirhage maakt openbaar aan Cadsuane en de anderen dat Rhand Lews Therin in zijn hoofd heeft. Nynaeve Almaeren probeert de hand te helen, maar doet dit niet uit angst dat ze hem nog meer pijn zal doen.
Rhand begint zich voor te bereiden op de Laatste Slag, en stuurt legers naar Arad Doman.  

### Perijn
Perijn Aybara valt met hulp van de Seanchanen de stad aan die door de Shaido Aiel is ingenomen. Met een team doet hij dolkwortel in het water, zodat de Wijzen niet meer kunnen geleiden. In het gevecht  wordt Aram gedood tijdens zijn poging om Perijn te doden. Hij is door Masema opgehitst; die vertelde hem dat Perijns gele ogen een teken van de Schaduw zijn. Hij slaagt erin zijn vrouw Faile Bashere te bevrijden. Sevanna wordt gevangengenomen. De overige Shaido worden onder leiding van Therava teruggestuurd naar de Aiel Woestenij. Onder hen is ook de Zwarte zuster Galina Casban, die menigeen poging deed om te ontsnappen maar daar steeds niet in slaagde. Ze loog regelmatig tegen zowel Faile als Perijn.

### Aanval op de Witte Toren
In het voorgaande boek werd Egwene Alveren gevangengenomen bij haar poging om de kettingen die de havens afsloten te veranderen in cuendillar. Ze kan via de droomwereld Tel'aran'rhiod contact houden met de rebellerende Aes Sedai en verbiedt hen om haar te redden. In de Toren wordt ze gestraft, maar ze slaagt er toch in om geruchten en twijfel te zaaien. De geruchten gaan veelal over de juistheid van de positie van Elaida als Amyrlin Zetel. Zowel de Witte Toren als de rebellerende Aes Sedai sturen zusters naar de Zwarte Toren om Asha'mans te binden. Dit als tegenprestatie voor het aantal Aes Sedai dat is gebonden aan verscheidene Asha'mans.   

### Overig
Loial de Ogier trouwt uiteindelijk. Hij neemt het besluit om met de Ogiers van de Grote Stronk te praten. Hij wil hen overhalen om oorlog te voeren: als ze niet vechten zullen ze waarschijnlijk de Laatste Slag niet overleven. 
Lan Mandragoran neemt het besluit om naar Shienar te gaan en er te gaan vechten. Nynaeve laat hem beloven om ieder mee te nemen die met hem mee wil gaan. Ook moet hij eerst naar Fal Moran gaan. Nynaeve Almaeren neemt hem mee naar de kust bij de Arythische Oceaan in Saldea, waardoor Lan honderden kilometers moet reizen om zijn doel te bereiken. Dan reist Nynaeve stad en land af om Malkieri te zoeken. Ze verzoekt hen zich bij Lan te voegen op zijn reis naar de Verwording. 
Galad confronteert Emon Valda, en zegt dat hij zijn stiefmoeder Morgase Trakand heeft gedood. Galad doodt Valda in een duel. Hierbij wordt hij leider van de Witmantels. Hij laat zijn volgelingen zweren om de Duistere te bevechten als Tarmon Gai'don daar is, ongeacht aan welke kant ze daarvoor moeten vechten.
Elayne slaagt erin om koningin van Andor te worden. Dit wordt echter voorafgegaan door een confrontatie met de Zwarte Ajah, interne moeilijkheden en belegeringen van andere troonopeisers.
Mazrim Taim maakt zichzelf verdacht als een aanhanger van de duistere kant door een oud gezegde op te halen dat alleen in de kringen van de Duistere werd gebruikt: "Laat de Heer van Chaos regeren." Rhand heeft zich lange tijd niet beziggehouden met de Zwarte Toren. Daarom is Mazrim Taim een selecte groep Asha'man gaan trainen. 
Het Oog van de Wereld · De Grote Jacht · De Herrezen Draak · De Komst van de Schaduw · Vuur uit de Hemel · Heer van Chaos · Een Kroon van Zwaarden · Het Pad der Dolken · Hart van de Winter · Viersprong van de Schemer · Mes van Dromen · De Naderende Storm · De Torens van Middernacht · Het Licht van Weleer — 
Prequel: Een Nieuw Begin